# 梶浦愛子
梶浦 愛子（かじうら あいこ、1990年9月30日 - ）は、日本のグラビアアイドル、女優。G-ARIA所属。千葉県出身。

## 出演

### テレビドラマ
- ウルトラマンメビウス 40話（2007年1月20日、TBS） - ナオコの同級生・リンコ 役

### 映画
- Plum Rain（2007年）
- 妄想少女オタク系（2007年、ドーガ堂） - 小谷めぐみ 役

### バラエティ
- メメプロ（2005年4月 - 6月、テレビ朝日）
- グラビアの美少女 #403（2007年11月、MONDO21）

### PV
- 風味堂「愛してる」（2006年）

## リリース作品

### DVD
- ショコラ（2008年12月19日、ぶんか社）
- ピーチ！コレクション（2008年1月23日、イーネット・フロンティア）[1]
- 愛子のエクボ（2007年10月26日、アクアハウス）[2]

オムニバス作品
- 制Girls学園 Vol.2（2007年6月2日、双葉社） - 共演者：岸波莉穂、鈴木凛、湯之上知子[3]